# Чертков, Владимир Александрович
Владимир Александрович Чертков (род. 28 августа 1946 года, Киев) — спортсмен и тренер по вольной борьбе, внёсший свой вклад в развитие этого вида спорта в СССР и Украине. Мастер спорта СССР международного класса.

## Биография
Родился 28 августа 1946 года в Киеве, Украинской ССР. Его брат Евгений Александрович Чертков — тренер по греко-римской борьбе, благодаря которому Владимир увлёкся вольной борьбой.
Начал заниматься вольной борьбой с 17 лет и быстро проявил себя как талантливый спортсмен. Тренировки и стремление к победам позволили ему достигать высоких спортивных результатов. Ученик заслуженного тренера СССР, многократного чемпиона СССР по вольной и классической борьбе Арама Ялтыряна. Чертков был известен своей исключительной техникой. Благодаря большому арсеналу приёмов его борьба отличалась высокой техникой, хорошей физической подготовкой и тактической гибкостью. Чертков умел читать поединок и предугадывать действия соперника. Это позволяло ему заранее готовиться к возможным действиям противника и эффективно использовать свои сильные стороны. Он был мастером как атакующих, так и оборонительных приёмов, что делало его стиль борьбы универсальным и трудным для соперников. После завершения активной спортивной карьеры сосредоточился на тренерской деятельности. Его опыт и знания помогли подготовить новое поколение борцов, которые также добивались успехов на национальной и международной арене.

## Спортивные достижения
Чертков начал свой путь в вольной борьбе в 1963 году.
Первые соревнования по вольной борьбе в 1963 году. Чемпион завода "Коммунист", спортивный клуб "Днепр". Два года спустя — член сборной команды Советского Союза по вольной борьбе.
С 1964 по 1968 год учёба в Киевском Государственном институте физической культуры, по окончании которого получил диплом о высшем спортивном образовании.
В период с 1965 по 1978 год многократно выигрывал чемпионат Украины по вольной борьбе.
1965 год — третье место на Спартакиаде профсоюзов СССР.
1967 год — победитель параллельного турнира Спартакиады народов СССР на призы ЦК ВЛКСМ.
1969 год — чемпион Вооружённых Сил Советского Союза, чемпион Вооружённых Сил стран Социалистического Содружества.
1970 год — победитель Кубка Советского Союза.
1971 год — третье место Спартакиады народов СССР.
1971 год — чемпион СССР.
1974 год — чемпионат СССР, второе место.

## Международные соревнования
1971 год — победитель встреч СССР — США.
1971 год — турнир в Иране, второе место.
1972 год — турнир Роже Кулон во Франции, первое место.
1973 и 1976 года — турнир имени А. Медведя, первое место.
1977 год — турнир в Монголии, первое место.
1978 — турнир в Румынии, второе место.
С 1978 по 1993 год Владимир Александрович Чертков посвятил себя успешной тренерской деятельности.
После переезда в Германию в 1993 году продолжил свою тренерскую деятельность.